# Lobopodia
Lobopodia – grupa słabo poznanych zwierząt występujących od wczesnego kambru. Wykazują segmentację, a ich odnóża mają pazury na końcach. Pochodzenie Lobopodia jest niejasne – główną hipotezą pozostaje teoria Jerzego Dzika i Güntera Krumbiegela, według której wyewoluowały one ze zwierząt przypominających niezmogowce lub Palaeoscolecida. W 1994 roku Pavel Štys i Jan Zrzavý do Lobopodia zaliczyli niesporczaki, stawonogi i pazurnice (które uznawali za podgrupę stawonogów). Również Graham Budd i John S. Peel (1998) włączali do Lobopodia niezmogowce, pazurnice, wrzęchy oraz formy kambryjskie. Lobopodia pod pewnymi względami rzeczywiście przypominają współczesnych przedstawicieli Onychophora, Tardigrada i Arthropoda, jednak nowsze analizy wskazują, że są bliżej spokrewnione ze stawonogami niż z niesporczakami i pazurnicami. Do Lobopodia należą m.in. kambryjskie rodzaje Xenusion, Hallucigenia, Jianshanopodia, Onychodictyon i Kerygmachela.